# Pericoma sasakawai
Pericoma sasakawai är en tvåvingeart som beskrevs av Tokunaga et Komyo 1955. Pericoma sasakawai ingår i släktet Pericoma och familjen fjärilsmyggor. Inga underarter finns listade i Catalogue of Life.